# Dead Island 2
Dead Island 2 je akční RPG videohra z roku 2023, kterou vyvinulo studio Dambuster Studios a vydala společnost Deep Silver. Jedná se o pokračování videohry Dead Island z roku 2011 a třetí hlavní díl série Dead Island.

## Synopse
Děj se odehrává přibližně patnáct let po událostech ve hrách Dead Island a Dead Island: Riptide. Odehrává se v karanténě v Los Angeles, které je celé zamořené zombie.

## Vývoj
Hra byla oznámena v roce 2014 a prošla dlouhým vývojem, při němž se několikrát změnila studia, která se na projektu podílela. V roce 2012 bylo na vývoj hry nejprve najato studio Yager Development, které bylo v roce 2015 odvoláno a následující rok nahrazeno studiem Sumo Digital. Z projektu bylo odvoláno i toto studio, a tak hru v roce 2019 převzalo studio Dambuster spadající pod společnost Deep Silver.

## Vydání
Hra Dead Island 2 vyšla 21. dubna 2023 pro PlayStation 4, PlayStation 5, Windows, Xbox One a Xbox Series X/S. Hra od kritiků získala vesměs pozitivní hodnocení a k únoru 2025 se jí prodalo přes 4 miliony kusů.